# Furubergskyrkan
Furubergskyrkan är en kyrkobyggnad som ligger i Munksund i Piteå kommun. Den är samarbetskyrka mellan EFS Munksund och Piteå församling i Luleå stift.

## Kyrkobyggnaden
Kyrkan uppfördes 1976 efter ritningar av arkitekt Heiko Becker-Sassenhof. Byggnadens stomme är av tegel och trä. Vid kyrkan finns en fristående klockstapel.
Altartavlan är komponerad av kyrkans arkitekt och tillverkad av Gammelstads väveri.